# ماچئی اشتور
ماچئی یِـژی اشتور (لهستانی: Maciej Jerzy Stuhr؛ ‏ ۲۳ ژوئن ۱۹۷۵) بازیگر اهل لهستان است. وی دانش‌آموختهٔ رشتهٔ روان‌شناسی در دانشگاه یاگیلونیا است و بعدها در آکادمی ملی هنرهای نمایشی آ.س.ت. در کراکوف، بازیگری خواند.
از فیلم‌ها یا برنامه‌های تلویزیونی که او در آن نقش داشته‌، می‌توان به عواقب، کارگزار من، بدون پنهان‌کاری، سیاست، عهدهای دوشیزه، تستوسترون، آغاز بهار، یخ‌ژاله، شخص خیلی مهم، پسرها گریه نمی‌کنند، کارناوال، همبستگی، همبستگی...، یولیا به خانه برمی‌گردد، تشخیص، بلفر، عروسی، ده فرمان، والسا: مرد امید، نامه به بابا نوئل، نامه به بابا نوئل ۲، جستجوی سراسری، داستان‌های عاشقانه، ۳۳ صحنه از زندگی و اداره ترافیک اشاره کرد.